# Новобородино
Новобородино — деревня в Убинском районе Новосибирской области. Входит в состав Орловского сельсовета.

## География
Площадь деревни — 30 гектаров.

## Население
| 2002 | 2007 | 2010 | 2019 | 2021 | 2024 |
| ---- | ---- | ---- | ---- | ---- | ---- |
| 55   | ↘47  | ↘29  | ↘11  | ↘10  | ↘9   |

## Инфраструктура
В деревне по данным на 2007 год функционирует 1 учреждение образования.